# 陳伯信
陳伯信（ちん はくしん、? - 589年）は、南朝陳の皇族。衡陽王。文帝陳蒨の七男。字は孚之。

## 経歴
陳蒨と劉昭華のあいだの子として生まれた。天嘉元年（560年）3月、衡陽王陳昌が北周から帰国する途中に死去すると、4月に文帝は伯信を衡陽王に封じて、陳昌の祭祀を奉じさせた。まもなく伯信は宣恵将軍・丹陽尹となり、佐史を置いた。太建4年（572年）1月、信威将軍・中護軍となった。太建6年（574年）6月、宣毅将軍・揚州刺史に任じられた。まもなく侍中・散騎常侍の位を加えられた。太建11年（579年）、鎮前将軍・太子詹事となった。禎明元年（587年）1月、鎮南将軍・西衡州刺史として出向した。禎明3年（589年）、隋軍が長江を渡ると、東衡州刺史王勇が王仲宣や曾孝武らを派遣して伯信を迎えようとした。伯信は恐れて清遠郡に逃亡し、このため曾孝武に追われて殺害された。

## 伝記資料
- 『陳書』巻28 列伝第22
- 『南史』巻65 列伝第55